# Robinson Crusoe (pel·lícula)
|  | Aquest article tracta sobre la pel·lícula de Luis Buñuel. Vegeu-ne altres significats a «Robinson Crusoe (desambiguació)». |

Robinson Crusoe és una pel·lícula mexicana dirigida per Luis Buñuel, i estrenada el 1954.

## Argument
Després d'un naufragi, Robinson Crusoe arriba a una illa deserta i descobreix que és l'únic supervivent. Allà passa diversos anys vivint diverses aventures. A poc a poc anirà descobrint que en realitat no viu sol a l'illa, sinó que hi ha nadius que realitzen sacrificis, arribant-hi amb precàries embarcacions. Robinson haurà d'enfrontar-s'hi per salvar un jove que serà sacrificat, i al qual prendrà el seu servei, i li donarà el nom de Divendres.
Robinson Crusoe és l'obra més famosa de Daniel Defoe, publicada el 1719 i considerada la primera novel·la anglesa. És una autobiografia fictícia del protagonista, un nàufrag anglès, que passa 27 anys en una remota illa tropical. La història va tenir com a inspiració un fet real ocorregut a Alexander Selkirk. El títol complet és "La vida i les increïbles aventures de Robinson Crusoe, mariner de York", qui després de ser l'únic supervivent d'un vaixell mercant, nàufrag 27 anys completament sol en una illa deshabitada a prop a la desembocadura del riu Orinoco d'Amèrica, fou posteriorment alliberat insòlitament per pirates; escrit per ell mateix.

## Repartiment
- Dan O'Herlihy: Robinson Crusoe
- Jaime Fernández: Divendres
- Felipe de Alba: Capità Oberzo
- Chel López: Bosun
- José Chávez: Pirata

## Premis i nominacions

### Nominacions
- 1955: Oscar al millor actor per Dan O'Herlihy
- 1955: BAFTA a la millor pel·lícula